# Calycosiphonia pentamera
Calycosiphonia pentamera là một loài thực vật có hoa trong họ Thiến thảo. Loài này được Sonké & Robbr. mô tả khoa học đầu tiên năm 2007.